# Maurice Gérard (homme politique, 1853-1924)
Pour les articles homonymes, voir Maurice Gérard et Gérard.
Maurice Gérard, né le 4 octobre 1853 à Paris où il est mort le 23 décembre 1924,  est un homme politique français.

## Biographie
Fils du baron Henri Gérard et de Pauline Schnapper, il est éleveur et grand propriétaire terrien en Normandie.
Il est aussi administrateur de la Compagnie des chemins de fer de l'Ouest. 
Il est maire de Maisons de 1891 à 1919 et conseiller général du canton de Trévières de 1886 à 1924. 
En 1902, Il succède à son père comme député du Calvados, et laisse son siège en 1919 à son fils François Gérard. 
Monarchiste, il siège à droite, s'intéressant principalement aux questions agricoles.
Il meurt à l'hôtel de La Vaupalière, no 85 rue du Faubourg-Saint-Honoré à Paris.
Il était membre de l'Académie d'Agriculture et chevalier de la Légion d'honneur.

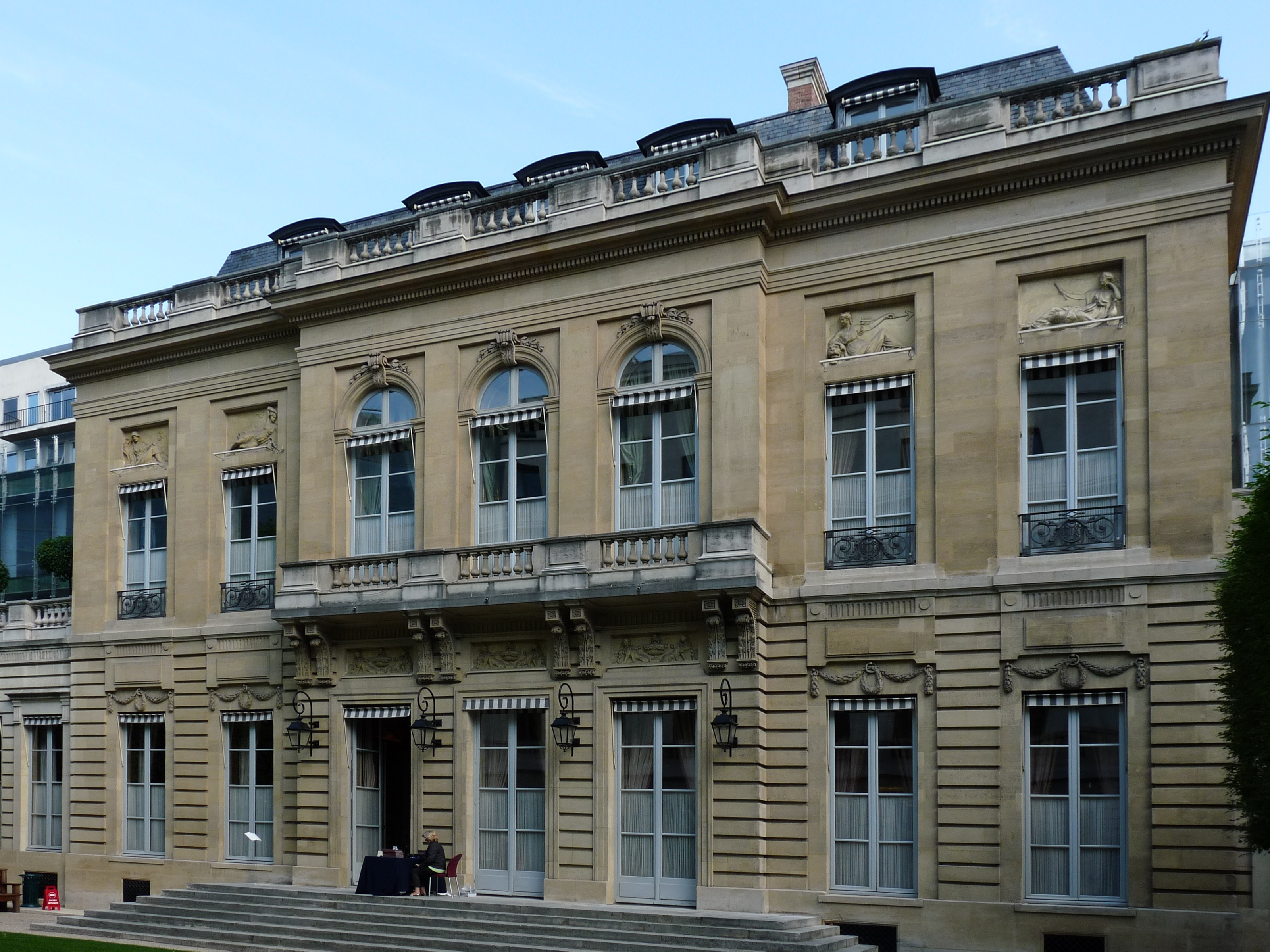
L'hôtel de La Vaupalière, domicile parisien du baron Gérard.

## Mariage et descendance
Maurice Gérard épouse à Paris 8e le 28 janvier 1880, Béatrix de Dampierre (1856-1937), fille d'Armand de Dampierre, conseiller général des Landes, et de Félicie de Charpin Feugerolles. Dont :
1. François, baron Gérard (1880-1929), conseiller général et député du Calvados, marié en 1908 avec Catherine d'Aliney d'Elva ;
2. Guillaume Gérard (1882-1905) mort accidentellement sans alliance ;
3. Marguerite Gérard (1882-1968), mariée en 1902 avec Elie Dor de Lastours (1874-1932), député du Tarn de 1919 à 1924.

## Distinctions
- Chevalier de la Légion d'honneur (décret du 22 février 1922). Il est fait chevalier par Élie Dor de Lastours, député du Tarn, le 17 mars 1922.